# Morten Harket
Morten Harket (ur. 14 września 1959 w Kongsbergu) – norweski muzyk, aktor i fotograf.
Był gitarzystą i wokalistą zespołu Souldier Blue. W 1981 założył formację A-ha, której był wokalistą.
Zagrał główną rolę w filmie Kamilla og tyven (1988). Działacz ekologicznej Worldview International Organization.

## Życie prywatne
Z Camillą Harket ma troje dzieci: Jakoba (ur. 14 maja 1989), Jonathana (ur. 30 grudnia 1990) i Annę (ur. 14 kwietnia 1993). Ma także córkę Henny (ur. 7 lutego 2003) z Anne Mette Undlien i córkę Karmen Poppy (ur. 7 września 2008) z Inez Andersson.

## Odznaczenia
- 2012 – Kawaler I Klasy Królewskiego Norweskiego Orderu Świętego Olafa[5]

## Dyskografia
Albumy solowe
| Poetenes Evangelium         | - Data: 9 listopada 1993 - Wydawca: Kirkelig Kulturverksted   | –  | –  | –  | –  | –  |
| Wild Seed                   | - Data: 4 września 1995 - Wydawca: Warner Bros. Records       | 1  | 89 | –  | –  | –  |
| Vogst Villa                 | - Data: 25 listopada 1996 - Wydawca: Norsk Plateproduksjon AS | 21 | –  | –  | –  | –  |
| Letter From Egypt           | - Data: 19 maja 2008 - Wydawca: Polydor                       | 1  | –  | 33 | –  | –  |
| Out of my hands             | - Data: 13 kwietnia 2012 - Wydawca: Island Records            | 1  | 37 | 3  | 23 | 30 |
| Brother                     | - Data: 11 kwietnia 2014 - Wydawca: Universal Music Group     | 1  | 56 | 11 | 62 | –  |
| „–” album nie był notowany. |                                                               |    |    |    |    |    |

## Wybrana filmografia
| Tytuł                              | Rok  | Uwagi                                                | Źródło |
| ---------------------------------- | ---- | ---------------------------------------------------- | ------ |
| „Inside Stargate”                  | 2012 | film dokumentalny, reżyseria: Truls Zeiner Henriksen | [ 16 ] |
| „The Nation’s Favourite Bond Song” | 2015 | film dokumentalny, reżyseria: Kerry Allison          | [ 17 ] |

## Nagrody i wyróżnienia
| Rok  | Kategoria           | Tytułem                    | Nagroda          | Nota | Źródło |
| ---- | ------------------- | -------------------------- | ---------------- | ---- | ------ |
| 1995 | Årets lat           | „A Kind of Christmas Card” | Spellemannprisen | Laur | [ 18 ] |
| 1995 | Årets Spellemann    | Morten Harket              | Spellemannprisen | Laur | [ 18 ] |
| 1995 | Årets album         | Wild Seed                  | Spellemannprisen | Laur | [ 18 ] |
| 1995 | Best Mannlige Arist | Wild Seed                  | Spellemannprisen | Laur | [ 18 ] |